# لوئیز فرناندو دا سیلوا
لوئیز فرناندو دا سیلوا دروازه‌بان اهل برزیل است که در شهر Novo Horizonte و در تاریخ ۶ ژوئن ۱۹۷۹ به دنیا آمده‌است.
لوئیز فرناندو دا سیلوا در تیم‌های فوتبال Clube Atlético Bragantino سابقهٔ حضور دارد.